# James Parker (Politiker, 1863)

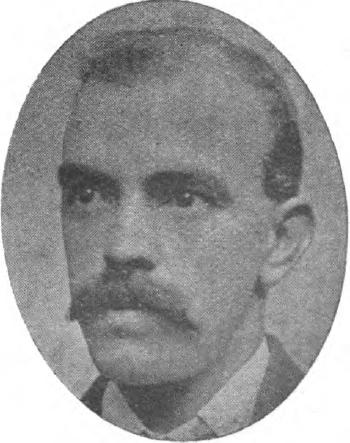
James Parker

James Parker, CH (* 1863 in Awthorpe, Lincolnshire; † 11. Februar 1948) war ein britischer Politiker der Labour Party, der zwischen 1906 und 1922 Mitglied des Unterhauses (House of Commons) war und von 1917 bis 1922 als Lord im Schatzamt (Lord of the Treasury) fungierte.

## Leben
James Parker wurde für die Labour Party bei der Unterhauswahl vom 12. Januar bis 10. Februar 1906 im Wahlkreis Halifax, der zu der Zeit noch zwei Abgeordnete stellte, erstmals zum Mitglied des Unterhauses (House of Commons) gewählt. Er vertrat diesen Wahlkreisen nach seinen Wiederwahlen bei den Unterhauswahlen vom 15. Januar bis 10. Februar 1910 und vom 3. bis 19. Dezember 1910 bis zum 14. Dezember 1918, als die Vertretung auf einen Abgeordneten reduziert wurde. In der Regierung Lloyd George übernahm er vom 29. Januar 1917 bis zum 19. Okt. 1922 das Amt eines Lords im Schatzamt (Lord of the Treasury). Zugleich fungierte er von Januar 1917 bis Oktober 1922 als Parlamentarischer Geschäftsführer (Whip) der Liberalen innerhalb der Regierungsfraktion. Für seine Verdienste wurde ihm am 1. Januar 1918 der Order of the Companions of Honour (CH) verliehen.
Bei der Unterhauswahl am 14. Dezember 1918, der ersten Wahl nach dem Ersten Weltkrieg, wurde er für die Labour Party im neu gegründeten Wahlkreis Cannock wiederum zum Mitglied des Unterhauses gewählt. Bei der Unterhauswahl am 15. November 1922 kandidierte er für die neue National Liberal Party wiederum im Wahlkreis Cannock, unterlag jedoch dem neuen Kandidaten der Labour Party William Murdoch Adamson knapp mit 9.889 Stimmen (36,8 Prozent) zu 9.116 Wählerstimmen (33,8 Prozent), während der Kandidat der Liberal Party, Harold Sidney Abrahamson, 7.928	Stimmen (29,4 Prozent) erhielt. Im Anschluss zog er sich aus dem politischen Leben zurück. Er war seit 1887 mit Clara Oram verheiratet.